# Nuncjatura Apostolska w Japonii
Nuncjatura Apostolska w Japonii – misja dyplomatyczna Stolicy Apostolskiej w Państwie Japońskim. Siedziba nuncjusza apostolskiego mieści się w Tokio.

## Historia
26 listopada 1919 papież Benedykt XV utworzył Delegaturę Apostolską w Japonii. 28 kwietnia 1952 papież Pius XII podniósł ją do rangi internuncjatury apostolskiej, a 24 października 1966 papież Paweł VI wyniósł ją do rangi nuncjatury.

## Szefowie misji dyplomatycznej Stolicy Apostolskiej w Japonii

### Delegaci apostolscy
- abp Pietro Fumasoni Biondi (1919 – 1921) Włoch
- abp Mario Giardini B (1921 – 1930) Włoch
- abp Edward Aloysius Mooney (1931 – 1933) Amerykanin
- abp Paolo Marella (1933 – 1948) Włoch
- abp Maximilien de Furstenberg (1949 – 1952) Belg

### Internuncjusze apostolscy
- abp Maximilien de Furstenberg (1952 – 1959) Belg
- abp Domenico Enrici (1960 – 1962) Włoch
- abp Mario Cagna (1962 – 1966) Włoch

### Pronuncjusze apostolscy
- abp Bruno Wüstenberg (1966 – 1973) Niemiec
- abp Ippolito Rotoli (1974 – 1977) Włoch
- abp Mario Pio Gaspari (1977 – 1983) Włoch
- abp William Aquin Carew (1983 – 1997) Kanadyjczyk

### Nuncjusze apostolscy
- abp Ambrose Battista De Paoli (1997 – 2004) Amerykanin
- abp Alberto Bottari de Castello (2005 – 2011) Włoch
- abp Joseph Chennoth (2011 – 2020) Hindus
- abp Leo Boccardi (2021 – 2023) Włoch
- abp Francisco Escalante Molina (od 2024) Wenezuelczyk